# サウス・オークニー諸島
サウス・オークニー諸島（South Orkney Islands）は、南極海にある諸島。
最大面積のコロネーション島、ローリー島、パウエル島、シグニー島、サドル諸島などから構成される。最高地点はコロネーション島にある標高1266 mのニヴェア山（Mount Nivea）である。
サウス・オークニー諸島は1821年にアメリカ人のナサニエル・ブラウン・パルマー（Nathaniel Brown Palmer）と、イギリス人のジョージ・パウエル（George Powell）によって発見された。
パウエルはこの年がジョージ4世の戴冠式の年だったので、この島をコロネーション島（戴冠島、Coronation Island）と名付けた。また、この群島をパウエル諸島（Powell's group）とよんだ。
1823年、ジェームズ・ウェッデル（James Weddell）が訪れ、この諸島を今の名前にした。その後、しばしばアザラシ狩猟船や捕鯨船が訪れた。しかし、完全な調査は1903年のウィリアム・スピアーズ・ブルースのスコットランド隊探検まで行われなかった。彼は気象観測基地をつくった。
1904年にブルース一行が島を離れた際に、アルゼンチン側の気象科学者に譲り渡された。1951年に基地はオルカダス（Orcadas）と改名された。基地は現在も使われている。
1908年、フォークランド諸島属領の一部となった。1947年、シグニー島にイギリス政府の機関であるイギリス南極観測局が、海洋観測所を開設した。平均気温は0℃で、冬には-10℃程度まで下がる。最高気温12℃、最低気温の-44℃が記録されている。シグニー島では1982年1月30日、南緯60度線以南の陸地と棚氷上の最高気温（19.8℃）が記録された。
イギリスとアルゼンチンが領有権を主張しているが、南緯60度以南なので南極条約で領有権の主張は凍結されている。